# Chenu
Chenu är en kommun i departementet Sarthe i regionen Pays de la Loire i nordvästra Frankrike. Kommunen ligger i kantonen Le Lude som tillhör arrondissementet La Flèche. År 2022 hade Chenu 436 invånare.

## Befolkningsutveckling
Antalet invånare i kommunen Chenu
| Referens: INSEE |